# Pleurothallopsis reichenbachiana
Pleurothallopsis reichenbachiana är en orkidéart som först beskrevs av Endres och Heinrich Gustav Reichenbach, och fick sitt nu gällande namn av Alec M. Pridgeon och Mark W. Chase. Pleurothallopsis reichenbachiana ingår i släktet Pleurothallopsis och familjen orkidéer. Inga underarter finns listade i Catalogue of Life.

## Bildgalleri

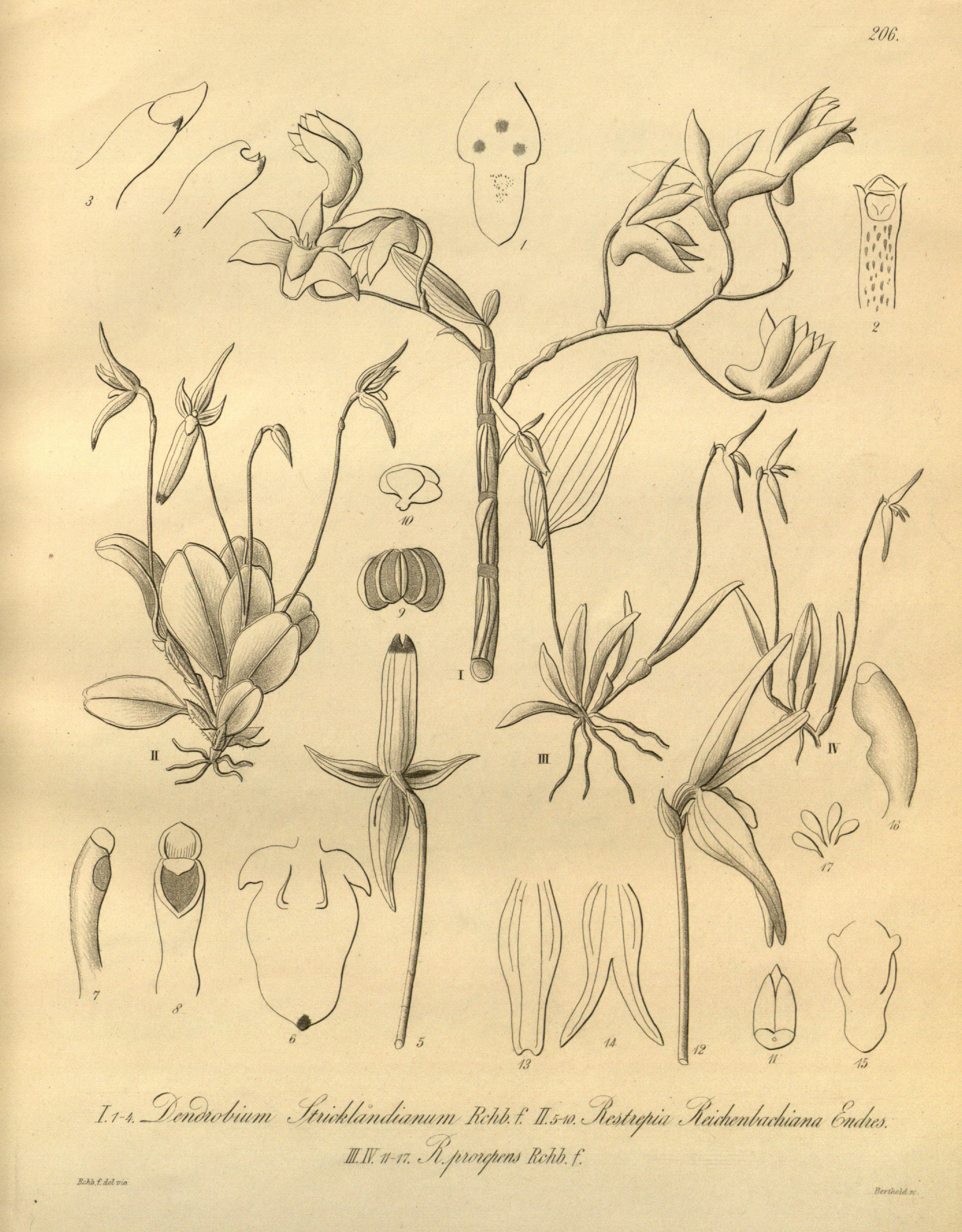